# Ursula M. Burns
Ursula M. Burns, född 20 september 1958, är en amerikansk affärskvinna som är styrelseordförande för det amerikanska kontorsserviceföretaget Xerox Corporation sedan 2010. Hon var också koncernens president mellan 2007 och 2016 och vd mellan 2009 och 2016.
Burns avlade en kandidatexamen i ingenjörsvetenskap vid Polytechnic Institute of New York och en master i maskinteknik vid Columbia University.
Hon sitter också i styrelsen för den amerikanska kreditkortsföretaget American Express Company sedan 2004. och var vice styrelseordförande för den mäktiga intresseorganisationen Business Roundtable mellan 2014 och 2017.